# La traviesa molinera
La traviesa molinera és una pel·lícula de comèdia espanyola del 1934 dirigida per Harry d'Abbadie d'Arrast. L'argument està basat en la novel·la de 1874 El sombrero de tres picos de Pedro Antonio de Alarcón.
Avui no hi ha cap còpia de la pel·lícula però, segons Federico García Lorca, "aquesta pel·lícula és tan política i extraordinària... que no sembla que sigui espanyola". El mateix Chaplin va esmentar el títol La traviesa molinera en un qüestionari sobre les millors pel·lícules de la història del cinema realitzat per la Film Library del Museu d'Art Modern de Nova York. Fou comercialitzada als Estats Units com a It Happened in Spain.

## Argument
El moliner i la seva dona estan feliçment casats. Però el corregidor s'enamorarà de la dona del moliner i amb l'ajuda dels guàrdies intentarà fer-la seva.

## Repartiment
- Manuel Arbó: bisbe
- Antonio Berdegue: corregidor
- Hilda Moreno: la dona del moliner
- Santiago Ontañón: moliner
- Alberto Romea: agutzil
- Eleanor Boardman[3]